# Vädervarningar i Sverige
Vädervarningar i Sverige är de officiella varningar som utfärdas av SMHI vid extremt väder i olika former. Det finns tre olika nivåer av vädervarningar som utfärdas i Sverige: gul, orange, och röd, där röd är den mest allvarliga nivån. SMHI:s varningssystem är regionalt och konsekvensbaserat, vilket innebär att den varningsnivå som utfärdas bestäms utifrån de förväntade konsekvenser det rådande väderläget kommer att leda till. Vidare innebär detta att ett visst väderförhållande kan ge olika varningsnivåer beroende på vilken plats i landet det inträffar.
Innan 2021 användes varningsklasserna 1-3, då det exempelvis kunde utfärdas en så kallad "klass 1-varning". Detta system var inte konsekvensbaserat, utan var istället grundat i förutbestämda meteorologiska gränsvärden.

## Nivåer

Symbolerna för de olika varningsnivåerna som utfärdas av SMHI.

Varningarna som utfärdas av SMHI är regionala och konsekvensbaserade, detta innebär exempelvis att det i ett område där snörika vintrar är vanliga, inte är lika relevant att utfärda varningar för samma snömängder som i områden där snöfall är mer sällsynt. Den varningsnivå SMHI utfärdar på regional nivå bestäms efter samråd med Länsstyrelsen i berört område, vilka i sin tur kan rådgöra med exempelvis kommuner och räddningstjänst för att kontrollera eventuella lokala riskfaktorer som inte SMHI känner till. Vid plötsligt allvarliga väderförhållanden kan dock SMHI utfärda varningar utan att rådgöra med lokala aktörer.

### Gul varning
Vid utfärdande av en gul varning innebär detta att vädret kan påverka samhället negativt och utgöra en risk för allmänheten. Det rådande väderförhållandet kan även orsaka skador på egendom och miljö, samt leda till störningar i samhällstjänster, såsom kollektivtrafik. Även personskador kan uppstå vid gul varning, vid exempelvis omfattande värmeböljor. Vid extremt höga temperaturer utfärdas gul varning om dygnets högsta temperatur förväntas uppnå 30 grader eller mer under tre till fyra dagar i följd.

### Orange varning
Orange varning innebär att rådande väderförhållanden kan medföra allvarliga konsekvenser för samhället och utgöra en betydande risk för allmänheten. Det rådande väderförhållandet kan orsaka omfattande skador på egendom och miljö, samt leda till stora störningar i samhällstjänster. Även allvarliga personskador kan uppstå vid en orange varning. Vid extremt höga temperaturer utfärdas orange varning om dygnets högsta temperatur förväntas uppnå 33 grader minst tre dagar i följd.

### Röd varning
Utfärdande av röd varning, vilket är den mest allvarliga varningsnivån, innebär att väderläget kan medföra stor fara för allmänheten, såväl som mycket allvarliga skador på egendom och miljö, samt omfattande störningar i samhällstjänster. De första röda varningarna utfärdades på flera ställen i januari 2023, då stora mängder regn i kombination med smält snö orsakade stora översvämningar som hotade att påverka viktiga vägar, samt bostäder och kommersiella verksamheter.